# والنتین کوزمیچ ایوانوف
والنتین کوزمیچ ایوانوف (روسی: Валентин Козьмич Иванов؛ ۱۹ نوامبر ۱۹۳۴ – ۸ نوامبر ۲۰۱۱) بازیکن و مربی فوتبال اهل شوروی بود.
وی به‌همراه تیم ملی فوتبال شوروی به مقام قهرمانی فوتبال در بازی‌های المپیک تابستانی ۱۹۵۶ دست پیدا کرده‌است.